# Biographisches Handbuch zur Geschichte des Landes Oldenburg/Register
Dies ist das alphabetische Register aller Personen des Biographischen Handbuchs zur Geschichte des Landes Oldenburg.

## A
- Nathan Marcus Adler
- Adolf (Oldenburg-Delmenhorst)
- Burchard von Ahlefeldt
- Hans von Ahlefeldt (1710–1780)
- Conrad Wilhelm von Ahlefeldt
- Johann Peter Ahlers
- Georg Adolf Moritz Ahlhorn
- Johann Ahlhorn
- Gerhard Ahlhorn
- Gustav Ahlhorn
- Wilhelm Ahlhorn
- Johann Wilhelm Moritz Ahlhorn
- Marie-Louise Ahlhorn-Packenius
- Christian Wilhelm Ahlwardt
- Nikolaus Alard
- Friedrich Albers
- Johann Albers
- Karl Adolf Friedrich Nikolaus Albrecht
- Anton I. von Aldenburg
- Anton II. von Aldenburg
- Adolf Heinrich Allmers
- Robert Allmers
- Friedrich Kurd von Alten
- Johann Georg Amann (Amtmann)
- Anton I. (Oldenburg)
- Anton II. (Oldenburg-Delmenhorst)
- Anton Günther (Oldenburg)
- Heinrich Averdam
- Ludwig Averdam

## B
- Carl Johann Heinrich Baasen
- Gerhard Bakenhus
- Friedrich Balemann
- Ludwig Friedrich Georg Ballauf
- Gottschalk Josef Ballin
- Carl Bargmann
- Anton Barnstedt
- August Barnstedt (Jurist, 1793)
- August Barnstedt (Jurist, 1823)
- Friedrich Adam Wilhelm Barnutz
- Emil Bartelt
- Gustav Adolf von Baudissin
- Hermann Bäuerle (Politiker)
- Eugen von Beaulieu-Marconnay
- Wilhelm Ernst von Beaulieu-Marconnay
- Enno Becker
- Hermann Becker
- Becker*
- Karl Becker
- Johann Behlen
- Marie Behncke
- Karl Behrens (Politiker)
- Heinrich große Beilage
- Charlotte Sophie Bentinck
- Wilhelm Bentinck
- Wilhelm Gustav Friedrich Bentinck
- Günther von Berg
- Karl von Berg
- Albrecht Ludwig von Berger
- August Gottlieb von Berger
- Christoph Ernst von Beulwitz
- Ernst Beyersdorff
- Anton Günther Billich
- Iwan Bloch
- Fritz Bock
- Dagobert Böckel
- Ernst Gottfried Adolf Böckel
- Johann Otto Böckeler
- Johanne Henriette Elise Böger
- Ernst Boehe
- Heinrich Böhmcker
- Johann Philipp Bohn
- Boing von Oldersum
- Edo Boling
- Hermann Bonnus
- Friedrich Wilhelm Bortfeldt
- Carl Ferdinand Bosse
- Julius Friedrich Wilhelm Bosse
- Christian Ludwig Bosse
- Hartwig Julius Ludwig von Both
- Eugen Bothe
- Albert Brahms
- Gerhard Heinrich Bramlage
- Karl Ludwig Friedrich Josef von Brandenstein
- Johann Gottlieb Siegesmund Braunsdorf
- Christoph Gensch von Breitenau
- Paul Brodek
- Karl Rudolf Brommy
- Alfred Bruns
- Hans Christian Bruschius
- Carl Franz Nikolaus Bucholtz
- Franz Heinrich Alexander Bucholtz
- Martin Bücking
- Hans Karl Wilhelm Buhlert
- Heinrich Bulle
- Rudolf Bultmann
- Bernhard(us) Meine Johannes Bümmerstede
- Karl Bunje
- Burchard von Oldenburg-Wildeshausen
- Ernst Buresch
- Eduard Burlage
- Christoph Anton Burmester
- Meinert Georg Busch
- Wilhelm von Busch
- Alexander Anton Buscher
- Gerhard Friedrich von Buschmann
- Ernst Gottlieb Büsing
- Caspar Bussing
- Alexander Christian von Buttel
- Dietrich Christian von Buttel
- Hugo von Buttel-Reepen

## C
- Matthias Cadovius
- Cäcilie von Schweden
- Johann Friedrich Wilhelm Calberla
- Theodor Heinrich Wilhelm Calmeyer-Schmedes
- Friedrich Cassebohm
- Robert Charton
- Christian von Oldenburg
- Christian I. (Oldenburg)
- Christian II. (Oldenburg)
- Christian III. (Oldenburg)
- Christian IV. (Oldenburg)
- Christian V. (Oldenburg)
- Christian VI. (Oldenburg)
- Christian I. (Dänemark, Norwegen und Schweden)
- Christian I. d. Ä. von Oldenburg
- Christian II. d. J. von Oldenburg
- Christian IX. (Oldenburg-Delmenhorst)
- Christoph von Oldenburg
- Christoph (Jever)
- Anton Martin Claußen
- Gustav Wilhelm Closter
- Melchior Colditz (Melchior de Germania)
- Peter Heinrich Cornelius
- Louis Marcel de Cousser
- Hillart Cropp

## D
- Reinhard von Dalwigk (Intendant)
- Diedrich Dannemann
- Carl Julius Dannenberg
- Hans Burchard Otto von der Decken
- Wilhelm Degode
- Johannes Gerhard Ernst Denis
- Dide Lubben
- August tom Dieck
- Max tom Dieck
- Richard tom Dieck
- Fritz Diekmann
- Paul Dierkes
- Albert Dietrich
- Dietrich von Oldenburg
- Carl Dinklage
- Theodor Dirks
- Walther Dörr
- Franz Driver
- Friedrich Matthias Maria Anton Driver
- Marcell Driver
- Heinrich Düsterbehn
- Eugen Dugend
- Balthasar Jacob Dugend
- Karl Dugend
- Hugo Duphorn
- Heinrich Wilhelm Dursthoff

## E
- Edo Wiemken der Ältere
- Edo Wiemken der Jüngere
- Egilmar I. (Oldenburg)
- Egilmar II. (Oldenburg)
- Julius von Egloffstein
- Gustav Ehlermann
- Hermann Ehlers
- Heinrich Georg Ehrentraut
- Heinrich Eichler
- Gerd Eilers
- Heinrich Andreas Wilhelm Ludwig Eilers
- Wilhelm von Eisendecher
- Heinrich Enneking
- Hugo Ephraim
- Johann Wiegand Christian Erdmann
- Theodor Erdmann
- Georg von Eucken-Addenhausen

## F
- Ignatz Feigel
- Johann Alerich Feldhus
- Ihno Hayen Fimmen
- Alexander von Finckh
- Christian Daniel von Finckh
- Eugen von Finckh
- Johann Finckh
- Ludwig Fischbeck
- Laurenz Hannibal Fischer
- Laurenz Wilhelm Fischer
- Anton Heinrich Fissen
- Karl Georg Rudolf Fissen
- Arthur Fitger
- Johann Adam Flessa
- Georg Flor
- Wilhelm Flor
- Heinrich Gerhard Folte
- Heinrich Fortmann
- Wilhelm Fortmann
- Theodor Francksen
- Johann Sigismund von und zu Fräncking
- Fredo, Häuptling in Wangerland
- Wilhelm von Freeden
- Ludwig Freese
- Rudolf Freese
- Elisabeth Frerichs
- Friedrich Frerichs
- Friedrich, Graf von Rüstringen
- Friedrich August (Oldenburg)
- Friedrich August (Oldenburg, Großherzog)
- Alfred Führer
- John C. Funch

## G
- Christoph Bernhard von Galen
- Clemens August Graf von Galen
- Ferdinand Heribert von Galen
- Friedrich Mathias von Galen
- Ferdinand von Gall
- Ludwig Dietrich Eugen von Gayl
- Carl Friedrich Hermann Geist
- Christoph Gensch von Breitenau
- Johann Conrad Georg
- Johann Wilhelm Detlev Georg
- Johann Christian Gerber
- Gerbert Castus
- Johann Gerdes
- Gerhard I. von Hamburg-Bremen
- Gerd der Mutige
- Wilhelm Gillmann
- Robert Johannes Glaß
- Hinrich Gloyesten
- Jakob Glück
- Hermann Goens
- Jonas Goldschmidt
- Theodor Goerlitz
- Hellmuth Götze
- Friedrich August Heinrich Graeger
- Carl Bernhard Friedrich Graepel
- Otto Graepel
- Gerhard Anton Gramberg
- Gerhard Anton Hermann Gramberg
- Margarethe Gramberg
- Otto Friedrich Gramberg
- Bernhard Grape
- Bernhard Anton Greve
- Eduard Wilhelm Johann Greve
- Gerhard Hermann Ernst Greverus
- Johann Ernst Greverus
- Johann Paul Ernst Greverus
- Christian Griepenkerl
- Johannes Gryphiander
- Bernhard Heinrich Grobmeyer
- Gerhard Groskopff
- Karl Diedrich Adolf Groß
- Wilhelm von Grote
- Edgar Grundig
- Johannes Gryphiander
- Heinrich August Günther

## H
- August Haake
- Philipp de Haas
- Werner Hadeler
- Hermann Hadenfeldt
- Hagart
- Johann Christoph Wilhelm Hagendorff
- Ludwig Stats von Hahn
- Gerhard Anton von Halem
- Ludwig von Halem
- Johann von Hall
- Richard Hamel
- Hermann Hamelmann
- Hans Detlef von Hammerstein
- Theodor Hansen (Geistlicher, 1837)
- Ferdinand Hardekopf*
- Christian (Christoph) von Harlingen
- Johann Caspar Christian Georg Harms
- Konrad Hartong
- Bernhard Heinrich Haskamp
- Eduard Christian Josef Haßkamp
- Anton Wolf von Haxthausen
- Christian Friedrich von Haxthausen
- Heinrich Wilhelm Hayen
- Hayo Harlda
- Heinrich August Friedrich Heering
- Wilhelm von Heespen
- Friedrich Bernhard Hegeler
- Adolf Hinrich Martin Heger
- Bernhard Heilersieg
- Wolfgang Heimbach
- Heinrich von Oldenburg-Bruchhausen
- Heinrich I. (Oldenburg)
- Heinrich II. (Oldenburg)
- Heinrich III. von Oldenburg-Wildeshausen
- Heinrich IV. von Oldenburg-Wildeshausen
- Karl Heinrich Adolf Heitmann
- Christoph Friedrich Hellwag
- Ernst Hemken
- Melchior Hemken
- Friedrich Wilhelm von Hendorff
- Johann Friedrich Herbart
- Johann Michael Herbart
- Anton Hering
- Hermann von Accum (auch: Hermannus)
- Franz Joseph Herold
- Otto Herzog
- Johann Heinrich Arnold Hespe
- Peter Ernst Anton Heumann
- Hero Diedrich Hillerns
- August Hinrichs
- Samson Raphael Hirsch
- Ludwig Heinrich Melchior Hofmeister
- Eduard Högl
- Franz Högl
- Ernst August Hollje
- Anton Georg Hollmann
- Johann Ernst von Holwede
- Friedrich Levin von Holmer
- Johann Georg von Holstein
- Johann Hermann Bernhard Holthaus
- Titus Maria Horten
- Christian Hoyer
- Niels Johannes Erich Hoyer
- Johann Heinrich Hoyer
- Johann Friedrich Karl Hoyer
- Christian Niels Hoyer
- Otto Heinrich Hoyer
- Wilhelm Christoph Hoyer
- Arnold Huchting
- Paul Hug (Politiker, 1857)
- Gustav Johann Hullmann
- August Hullmann
- Oskar Hünlich
- Huno, Graf von Rüstringen
- Johann Wilhelm Anton Hunrichs
- Johann Huntemann
- Husseko Hayen

## I
- Rudolf Ibbeken
- Heinrich Janßen Iben
- Hermann Diedrich Imsiecke

## J
- Jakob von Oldenburg-Delmenhorst
- Wilhelm Jacobs
- Emilie Janssen, siehe Emmi Lewald
- Gerhard Friedrich August Jansen
- Günther Jansen
- Gustav Ludwig Janson
- Hinrich Janssen
- Carl Wilhelm Jaspers
- Karl Jaspers
- Karl Jenke
- Jerndorff
- Georg Joel
- Johann I. (Oldenburg)
- Johann II. (Oldenburg)
- Johann III. (Oldenburg)
- Johann IV. (Oldenburg)
- Johann V. (Oldenburg)
- Johann VI. (Oldenburg)
- Johann VII. (Oldenburg)
- Johann (I.), Graf von Oldenburg-Delmenhorst
- Johannes von Wildeshausen
- August Jordan

## K
- Wilhelm Kaersten
- Robert Kandelhardt
- Johann Heinrich Katenkamp
- Franz Ludwig Anton Kelp
- Rudolph Heinrich Gottlieb Kelp
- Wilhelm Kempin
- Arnold Kitz
- Carl Klävemann
- Dietrich Klävemann
- Ernst Klingenberg
- Heinrich Klingenberg
- Ludwig Klingenberg
- Johann Christian Klinghamer (Klinkhamer, Klinckhamer)
- Ghert Klinghe
- Heinrich Kloppenburg
- Theodor von Kobbe
- Harald Koch
- Erich Koch-Weser
- Dietrich Kohl
- Ludwig Kohli
- Rudolph Kölbel
- Paul Kollmann
- Bernhard König
- Rudolf Königer
- Konrad I. (Oldenburg)
- Konrad II. (Oldenburg)
- Andreas Hermann Hinrich Koopmann
- August Christian Friedrich Korte
- Sebastian Friedrich von Kötteritz
- Bonaventura Krahe
- Heinrich Krahnstöver
- August Christian Ferdinand Krell
- Gerhard Heinrich Kreymborg
- Gerd Kröger
- Johann Heinrich Krogmann
- Carl Krohne
- Wilhelm Krökel
- Wilhelm Krüger
- Christian Kruse
- Wilhelm Kufferath
- Diedrich Conrad Ludwig Kuhlmann
- Bernhard Kuhnt
- Emil Künoldt

## L
- Hermann Lahrssen
- Carl Lahusen
- Christian Lahusen
- Heinrich Gerhard Lambrecht
- Johann Friedrich Lange
- Helene Lange
- Carl Wilhelm Heinrich Erich Langheld
- Georg Siegmund Otto Lasius
- Otto Lasius
- Adolf Laun
- August Lauw
- Carl Leffers
- Werner August Friedrich Lentz
- Friedrich Lentz
- Heinrich Lentz
- Wilhelm Leverkus
- Emmi Lewald
- Enno Littmann*
- Friedrich Lohse
- Lubbe Onneken
- Lubbe Sibets
- Heinrich August Lübben
- Hermann Lübbing
- Ludolf von Oldenburg-Bruchhausen
- Emil Lueken
- Gerhard Hinrich Lüschen
- Rochus Friedrich zu Lynar

## M
- Hermann Maas
- Simon Malsius
- Hans Albrecht von Maltzan
- David Mannheimer
- Ferdinand Manns
- Johann Siegmund Manso
- Heinrich Matthias Marcard
- Maria
- Martin Bernhard Martens
- Johann Conrad Musculus
- Karl August Mayer
- Heinrich Meene
- Carl Georg Meetzen
- Max Mehner
- Hermann Diedrich Meier
- Ludwig Meinardus
- Johann Dietrich Heinrich Meinen
- Joseph Mendelssohn
- Salomon Mendelssohn
- Rudolf Menge
- Christoph Friedrich Mentz
- Theodor Merzdorf
- Christian Ludolph Mettcker
- Gerd Meyer
- Hermann Heinrich Meyer
- Julius Meyer
- Lambert Meyer
- Lothar Meyer
- Oskar Emil Meyer
- Sibrand Meyer
- Wilhelm Gerhard Meyer
- Johannes Meyer-Ellerhorst
- Peter Friedrich Nicolaus Meyer
- Benno Meyer
- Franz Meyer
- Gregorius Michael(is)
- Laurentius Michaelis
- Johann Friedrich Minssen
- Eilhard Mitscherlich
- Karl Gustav Mitscherlich
- Paul Heinrich Gerhard Möhring
- Friedrich Möller
- Wilhelm Ludwig August Möller
- Georg Friedrich Mölling
- Gustav Carl Moltke
- Renato Mordo
- Wilhelm Morisse
- Moritz von Oldenburg (Erzbischof)
- Moritz I. (Oldenburg)
- Moritz II. (Oldenburg)
- Moritz III. (Oldenburg-Delmenhorst)
- Franz Morthorst
- Julius Mosen*
- Reinhard Mosen
- Johann Ludwig Mosle
- Diedrich Konrad Muhle
- Dode Emken Müller
- Hermann Gerhard Müller
- Johannes Müller
- Hermann Wilhelm Müller
- Wilhelm Müller
- Paul Müller-Kaempff
- Georg Müller vom Siel
- Walter Müller-Wulckow
- Anton Günther von Münnich
- Burkhard Christoph von Münnich
- Johann Rudolf von Münnich
- Ludwig Münstermann
- Elimar Murken
- Johann Conrad Musculus
- Adolf Mutzenbecher
- August Mutzenbecher
- Esdras Heinrich Mutzenbecher
- Friedrich Mutzenbecher
- Wilhelm Mutzenbecher
- Hermann Mylius von Gnadenfeld

## N
- Paul Neue
- Carl Heinrich Nieberding
- Johann Gerhard Franz Nieberding
- Wilhelm Nieberg
- August Niebour
- Eduard Niebour
- Wilhelm Niebour
- Theodor Niehaus
- Nicolaus Nielsen
- Carl Ludwig Niemann
- Adolf Niesmann
- Karl Nieten
- Reinhard Nieter
- Herman Niger
- Nikolaus Friedrich Peter von Oldenburg
- Carl Franz Noack
- Heinrich Nollner
- Gustav Nutzhorn

## O
- Georg Christian Oeder
- Jan Oeltjen
- August Oetken
- Friedrich Gerhard Oetken
- Johann Ludolph von Oetken
- Hermann Oncken
- Franz Ostendorf
- Johannes Ostendorf
- Edo Osterloh
- Ernst Osterloh
- Wilhelm Ostermann
- Heinrich Ottenjann
- Otto I. (Bremen)
- Otto I. (Oldenburg)
- Otto II. (Oldenburg-Delmenhorst)
- Otto III. (Oldenburg-Delmenhorst)
- Otto IV. (Oldenburg-Delmenhorst)

## P
- Leo Packmor
- Friedrich Paffrath
- Clemens Pagenstert
- Emil Palleske
- Lambert Pancratz
- Hans Hubertus Partisch
- August I. (Oldenburg)
- Johann Christian Peter Paulsen
- Julius Pauly
- Peter I. (Oldenburg)
- Peter Friedrich Wilhelm (Oldenburg)
- Christoph von Pflug
- Heinrich Picker
- Emil Pleitner
- Johannes Pohlschneider
- Franz Poppe
- August Pott
- Hermann Pralle
- Julius Preller
- Theodor Presuhn
- Joachim von Pritzbuer
- Georg Propping
- Johann von Prott

## Q
- Henning von Qualen

## R
- Heinrich Albrecht Rabe
- Heinrich Rabeling
- Franz Radziwill
- Heinrich Gerhard Lambrecht
- Bertha Ramsauer
- Gottfried Ramsauer
- Johannes Ramsauer (Lehrer)
- Johannes Ramsauer (Pfarrer)
- Heinrich Ranafier
- Wilhelm von Ranzow
- Arthur Raschke
- Adolf Rauchheld
- Alwin Reinke
- Elisabeth Reinke
- Georg Reinke
- Engelbert Reismann
- Remmer von Seediek
- Carl Heinrich Renken
- Alexander von Rennenkampff
- Walter Renzelmann
- Kurt Reuthe
- Friedrich Reinhard Ricklefs
- Emma Ritter
- Alma Rogge
- Diedrich Gerhard Roggemann
- Georg Karl Rohde
- Emil(ie) Roland siehe Emmi Lewald
- Andreas Romberg
- Bernhard Romberg
- Berthold Diedrich Römer
- Diedrich Christian Römer
- Friedrich Wilhelm Anton Roemer
- Peter Friedrich Ludwig von Rössing
- Albrecht Wilhelm Roth
- Johannes (Hans) Max Hermann Roth
- Friedrich Julius Rottmann
- Carl Röver
- Friedrich Bernhard Rüder
- Maximilian Heinrich Rüder
- Otto Philipp von Rüdigheim
- Philipp Burkhard von Rüdigheim
- Johannes (Hans) Karl Martin Rühe
- Franz Friedrich Ruhstrat
- Friedrich Andreas Ruhstrat
- Friedrich Julius Heinrich Ruhstrat
- Christian Ludwig Runde
- Justus Friedrich Runde
- Georg Ruseler
- Anton Franz Johann Russell
- Gustav Rüthning

## S
- Johann Heinrich Sandstede
- Wilhelm Sante
- Ernst Bernhard Scharf
- Ludwig Konrad Martin Schauenburg
- Hermann Scheer
- Erich Schiff
- Johannes Schiphower
- Georg Schipper
- Paul Friedrich Schipper
- Johann Heinrich Schloifer
- Johann Heinrich Jakob Schloifer
- Friedrich Christoph Schlosser
- Gottfried Schlüter der Ältere
- Adolf Schmeyers
- Diedrich Schmidt
- Johann Hermann August Schmidt
- Johannes (Hans) Schmidt
- Arp Schnitger
- Gerard Schnitger*
- Martin Bernhard Schomann
- Eduard Schoemer
- Albert Philibert Schrenck von Notzing
- Wilhelm von Schrenck
- Wilhelm Schröder
- Johannes Schüler
- Hans Georg von der Schulenburg
- August Schultze
- Julius Schultze
- Johann Peter Schulze
- Wilhelm Heinrich Schüßler
- Adolf Schütte
- Heinrich Schütte
- August Schwartz
- Wilhelm Schwecke
- Schwertfeger*
- Karl Schwoon
- Ulrich Jasper Seetzen
- Christian Thomesen Sehested
- Wilhelm Selkmann
- Georg Sello
- Sibet Lubben
- Carl Siebold
- Johann Georg Siehl-Freystett
- Anton Siemer
- Laurentius Siemer
- Carl Slevogt
- Hermann Späth
- Heinz Spangemacher
- Jakob von der Specken
- Spezza*
- Walter Spitta
- Wilhelm Stählin
- Adolf Stahr
- Gerhard Stalling
- Heinrich Stalling
- Daniel Stangen
- Christian Gottlieb Starklof
- Ludwig Starklof
- Wilke Steding
- Marcus Steffens (Stephani)
- Anton Stegemann
- Johannes Stein
- Marie Stein-Ranke
- Gerhard Steinfeld
- Arend Stindt
- Friedrich Leopold zu Stolberg-Stolberg
- Heinrich Strack (der Ältere)
- Ludwig Philipp Strack
- Christian Friedrich Strackerjan
- Karl Strackerjan
- Martin Strackerjan
- Ludwig Strackerjan
- Fritz Strahlmann
- Fritz Stuckenberg*
- Wilhelm Stukenberg
- Anton Stukenborg
- Helfrich Peter Sturz*
- Carl Friedrich Ferdinand Suden
- Johann Suhr
- Peter Suhrkamp

## T
- Tanno Duren
- Ernst Tantzen
- Richard Tantzen
- Theodor Tantzen der Ältere
- Theodor Tantzen der Jüngere
- Johann Joseph Friedrich Taphorn
- Friedrich Tappenbeck
- Karl Tappenbeck
- Wilhelm Tegtmeier
- Ernst Tenge
- Oskar Tenge
- Gerhard Tepe
- Franz Teping
- Franz Anton Terbeck
- Johannes Teutonicus
- Curt Theilen
- Anton Themann
- Johann Theodor Themann
- Carl Thorade
- Willa Thorade
- Friedrich von Thünen
- Johann Heinrich von Thünen
- Johann Diederich Thyen
- Johann Ludwig Tiarks
- Heinrich Tilemann
- Johann Heinrich Wilhelm Tischbein
- Albert Traeger
- Ludwig Benedict Trede
- Clemens August Trenkamp
- Johann Friedrich Trentepohl
- Carl Friedrich Trillhose
- Wilhelm von Türk

## U
- Diedrich Uhlhorn
- Elisabeth von Ungnad

## V
- Jakob Friedrich von Varendorf
- Hermann Velstein
- Gerhard Vieth
- Nikolaus Vismar
- Hans Wilhelm Vitzthum von Eckstädt
- Nikolaus Vogt
- Ludwig Völckers
- Johannes Volkers
- Heinrich Vollers
- Franz Vorwerk
- Johann Heinrich Voß
- Georg von der Vring

## W
- Anton Friedrich Christoph Wallroth
- Waltbert
- Wilhelm Gustav Friedrich Wardenburg
- Rudolf Weber
- Bernhard Wechsler
- Friedrich Wilhelm von Wedel
- Friedrich Wilhelm von Wedel-Jarlsberg
- Georg (Jürgen) Ernst Graf von Wedel-Jarlsberg
- Gustav Wilhelm von Wedel
- August Wegmann
- Ludwig von Weltzien
- Heinrich Wempe
- Paul Wessner
- Ludwig Conrad Leopold Wibel
- Carl Anton Widersprecher
- Widukind (Sachsen)
- Wilhelm Wielandt
- Carl Friedrich Wiepken
- Wilbrand von Oldenburg
- Herbert Wild
- Johannes von Wildeshausen
- Bernhard Willers
- Ernst Willers
- Friedrich Willich
- Johannes Willinges
- Johannes Eduard Folckard Willms
- Joseph Bernhard Winck
- Karl Willoh
- Johann Just Winckelmann
- Bernhard Winter
- Wilhelm Wisser
- Alrich Witken
- Christian Wilhelm Witte
- Heinz Witte
- Hieronymus von Witzendorff
- Adam Levin von Witzleben
- Carl Woebcken
- Johann Wöbcken
- Christian Heinrich Wolke
- Christian Albrecht Wolters
- Heinrich Wolters
- Karl Ludwig von Woltmann
- Matthias von Wolzogen auf Missingdorf

## Z
- Carl Zedelius
- Ernst Zeidler
- Hugo Zieger
- Emil Zimmermann